# Ornithoboea
Ornithoboea,  rod gesnerijevki iz podtribusa Loxocarpinae, dio tribusa Trichosporeae Sastoji se od 17 vrsta od južne Kine prema jugu do sjevernog dijela Malajskog poluotoka (Kina, Malezija, istoćni Mjanmar, Tajland, Vijetnam).. 
Rod je opisan u Monographiae Phanerogamarum 5: 147. 1883. 

## Etimologija
Ime roda dolazi od grčkog όρνις, όρνιθος, ornis, ornithos = ptica, i Boea. Nejasno je na što 'ptica' aludira (možda na prilično kratke i stožaste plodove koji podsjećaju na ptičji kljun).

## Opis
To su višegodišnje zeljaste biljke, stabljika zakrivljena pri dnu. Listovi nasuprotni, često (blago) anizofilni. Prašnici 2. Jajnik je koničan, dlakav. Plod spiralno uvijena čahura. Broj kromosoma: 2n = 32. Biljke rastu na stijenama, na zasjenjenim, vlažnim mjestima, a neke (možda sve) vrste su ograničene na vapnenac. Nekoliko vrsta, posebice O. arachnoidea (J. Kina, S. Tajland), osobite su po izvanrednoj sličnosti cvjetova s cvjetovima orhideja. 

## Vrste
1. Ornithoboea arachnoidea (Diels) Craib
2. Ornithoboea barbanthera B.L.Burtt
3. Ornithoboea calcicola C.Y.Wu ex H.W.Li
4. Ornithoboea emarginata D.J.Middleton & N.S.Ly
5. Ornithoboea feddei (H.Lév.) B.L.Burtt
6. Ornithoboea flexuosa (Ridl.) B.L.Burtt
7. Ornithoboea grandiflora D.J.Middleton
8. Ornithoboea henryi Craib
9. Ornithoboea lacei Craib
10. Ornithoboea maxwellii S.M.Scott
11. Ornithoboea multitorta B.L.Burtt
12. Ornithoboea obovata S.M.Scott
13. Ornithoboea occulta B.L.Burtt
14. Ornithoboea parishii C.B.Clarke
15. Ornithoboea pseudoflexuosa B.L.Burtt
16. Ornithoboea puglisiae S.M.Scott
17. Ornithoboea wildeana Craib